# Берегуйфалу
Берегуйфалу (укр. Берегуйфалу, венг. Beregújfalu) — село в Великобережской сельской общине Береговского района Закарпатской области Украины.
Население по переписи 2001 года составляло 1926 человек. Почтовый индекс — 90240. Телефонный код — 03141. Занимает площадь 2,85 км². Код КОАТУУ — 2120487201.

## История
В 1991 г. селу возвращено историческое название.